# Katedra Najświętszej Marii Panny w Newcastle upon Tyne
Katedra Najświętszej Marii Panny w Newcastle upon Tyne (ang. St Mary's Cathedral, Newcastle upon Tyne) – katedra rzymskokatolicka w Newcastle upon Tyne. Główna świątynia diecezji Hexham i Newcastle. Mieści się przy Clayton Street.
Budowa świątyni rozpoczęła się w 1842 i zakończyła w 1844, konsekrowana w 1844. Projektantem świątyni był Augustus Welby Northmore Pugin. Reprezentuje styl neogotycki. Posiada jedną wieżę.